# あたしの!
『あたしの！』は、幸田もも子による日本の漫画作品。『別冊マーガレット』（集英社）にて、2017年10月号から2019年1月号まで連載された。本編終了は2018年12月号で、2019年1月号は番外編を掲載。『別冊マーガレットsister』2017年3月増刊号 冬フェスVOL.3に掲載された読み切り『あいつをコロしてうちもシヌ』が元となっている。
2024年に実写映画版が公開された。

## 登場人物
関川 あこ子（せきかわ あここ）
高校2年生。まっすぐで素直な性格で、思い立ったらすぐに行動に移す。
ひそかに憧れていた、一学年先輩で学校イチの人気者・御共直己が留年して同じクラスになったことをきっかけに 熱烈なアプローチを開始。
しかし、小学3年からの親友・充希も直己に恋心を抱いていることに気づく。
御共 直己（みとも なおみ）
帰国子女。学校中の王子様で、ミスターコンでは1位。授業のサボりすぎが理由で留年したものの勉強はできる。
常に笑顔で誰に対しても優しい口調で接するが 感情の起伏が表に出にくいため、何を思っているか分かりにくいところがある。
谷口 充希（たにぐち みつき）
小学生のときにいじめられかけたところを助けてもらって以来、あこ子の大親友。
おとなしい性格に見えるが、ちゃっかり者で計算深い一面もある。
成田 葵央（なりた あお)
直己の親友。本人は嫌がっているが、あこ子の恋の相談相手でもある。
直己が恋人をつくることに消極的な理由を知っている。

## 書誌情報
- 幸田もも子『あたしの！』集英社〈マーガレットコミックス〉、全4巻
  1. 2018年1月25日発売[9][1]、『別冊マーガレット』2017年10月号[2] - 2018年1月号、ISBN 978-4-08-845882-3
  2. 2018年5月25日発売[10][11]、『別冊マーガレット』2018年2月号 - 5月号、ISBN 978-4-08-844041-5
  3. 2018年8月24日発売[12]、『別冊マーガレット』2018年6月号 - 8月号、ISBN 978-4-08-844088-0
    - センセイ君主 番外編[13]（『別冊マーガレット』2018年8月号）

  4. 2019年1月25日発売[14]、『別冊マーガレット』2018年9月号 - 12月号[15]、ISBN 978-4-08-844157-3
    - あたしの!番外編[16]（『別冊マーガレット』2019年1月号

## コラボ企画
2018年、シンガーソングライターの足立佳奈とコラボレート。恋愛リアリティーショーの『今日、好きになりました。』のテーマソングである「私今あなたに恋をしています」の歌詞は、本作の作者の幸田と共同で作詞が行われた。足立が本作のファンであることから、コラボレートが実現している。本作から受けたインスピレーションと足立が「中学時代に好きな人に向けて書いていた楽曲」を合わせて楽曲が制作された。同年8月に公開されたコラボミュージックビデオでは、楽曲に合わせて漫画のカットを展開していく内容となっている。

## 映画
2024年11月8日に公開された。主演は渡邉美穂と木村柾哉（INI）。

### キャスト
- 関川あこ子：渡邉美穂[19]
- 御共直己：木村柾哉（INI）[19]
- 谷口充希：齊藤なぎさ[20]
- 田中：小田惟真（THE SUPER FRUIT）[21]
- 鈴木：笠井悠聖[21]
- 劇中ホラー映画『ひとりぼっち』の主人公：藤田ニコル[22][23]
- 成田葵央：山中柔太朗[20]

### スタッフ
- 原作：幸田もも子『あたしの!』（集英社マーガレットコミックスDIGITAL刊）[19]
- 監督・撮影・編集：横堀光範[19][24]
- 脚本：おかざきさとこ[19][24]
- 音楽：遠藤浩二[19][24]
- 主題歌：INI「Break of Dawn」（LAPONE Entertainment）[8]
- 挿入歌：チョーキューメイ「シナモン」（神宮前レコード）[25]
- 製作：英田理志、崔信化、林熙奭、依田巽[24]、佐藤康文[26]
- チーフプロデューサー：前田利洋[24]
- アソシエイトプロデューサー：成瀬保則[24]
- プロデューサー：平岡祐子、浅野敦也[24]
- 企画協力：横倉早苗[24]
- 撮影補：栁澤光一[24]
- 照明：土井立庭[24]
- 録音：木村健太郎[24]
- 美術：相馬直樹[24]
- 装飾：野村哲也[24]
- スタイリスト：袴田知世枝[24]
- ヘアメイク：結城春香[24]
- オンライン編集：正木良典[24]
- 音響効果：小山秀雄[24]
- 助監督：猪腰弘之、堀英樹[24]
- 制作担当：植野亮[24]
- ラインプロデューサー：鷲山伸人[24]
- 宣伝プロデューサー：平下敦子[27]
- 音楽プロデューサー：仲安貴彦[24]
- アシスタントプロデューサー：大高さえ子、折戸咲月[24]
- 配給：ギャガ[19][24]
- 制作プロダクション：TBSスパークル
- 製作：映画「あたしの!」製作委員会（TIME、LAPONEエンタテインメント、ギャガ、アイ・エヌ・ジー）